# Muni Ki Reti
Muni Ki Reti (în hindi मुनि की रेती) este un oraș mic cu rang de Nagar panchayat⁠(d) din districtul Tehri Garhwal al statului indian Uttarakhand. El este situat pe malul Gangelui, la 3 km nord de orașul de pelerinaj Rishikesh, și este cunoscut mai ales pentru numeroasele sale ashramuri, îndeosebi pentru cel fondat în 1936 de Swami Sivananda pentru Societatea Vieții Divine.

## Etimologie
În mod tradițional, bancurile de nisip (reti) ale Gangelui erau folosite de muni⁠(d) (înțelepți) și de Sadhu⁠(d) ca loc pentru asceză (Tapasya⁠(d)), dând acestui loc numele de Muni Ki Reti, care înseamnă „nisipul înțelepților”.

## Istoric
Orașul Muni Ki Reti este considerat în mod tradițional poarta de acces a pelerinajului Char Dham⁠(d) către sanctuarele hinduiste din Badrinath⁠(d), Kedarnath⁠(d), Gangotri⁠(d) și Yamunotri⁠(d). Tot în acest loc regele Bharata⁠(d) (fratele lui Rama) a făcut penitență în epopeea antică Ramayana.
Ashramul Kailash, fondat aici în anul 1880 de Dhanraj Giri⁠(d), este unul dintre primele ashramuri mari din Rishikesh; anterior, Muni Ki Reti era în principal doar un loc de oprire pentru pelerinii aflați în drum spre templele pelerinajului Char Dham.
Swami Atmananda a fondat aici Swargashram în 1908, iar mai târziu Swami Sivananda s-a stabilit aici și a înființat Ashramul Sivananda în 1936. Treptat, au apărut și alte ashramuri, iar Muni Ki Reti a devenit curând o destinație populară pentru practicanții de yoga și meditație și pentru cei care voiau să obțină cunoștințe vedantice. Orașul a obținut statutul de nagar panchayat⁠(d) la 30 noiembrie 1949 și a fost ridicat la rangul de nagār pālikā în 2015. De-a lungul anilor, au apărut în zonă și alte ashramuri – Gita Bhawan, Parmarth Niketan⁠(d) al lui Swami Chidanand Saraswati⁠(d) și Vanaprastha – toate pe malul opus al Gangelui.
În februarie 1968 membrii formației The Beatles au vizitat ashramul lui Maharishi Mahesh Yogi⁠(d), acum închis, pentru a-și aprofunda cunoștințele de meditație transcendentală. John Lennon a înregistrat aici cântecul „The Happy Rishikesh Song”. Membrii formației Beatles au compus aproape 48 de cântece în timpul petrecut în ashramul lui Maharishi, dintre care multe apar pe White Album. Alți alți artiști precum Mike Love⁠(d) de la The Beach Boys, Donovan și Gyp Mills au vizitat acest oraș pentru a contempla și medita.
Ani de zile, bărcile au fost singurul mod de a traversa Gangele pentru a ajunge în locul unde se află numeroasele ashramuri, dar în 1986 a fost construit un pod suspendat, numit Ram Jhula⁠(d), asemănător cu Lakshman Jhula⁠(d) de la Rishikesh, care a permis accesul ușor și dezvoltarea rapidă a zonei.

## Demografie
Potrivit recensământului din India din 2011, orașul Muni Ki Reti avea o populație de 10.620 de locuitori. Bărbații reprezintă 63% din populație, iar femeile 37%. Copiii mai mici de 6 ani au o pondere de 13% din populația orașului Muni Ki Reti. Orașul are o rată medie de alfabetizare de 73%, mai mare decât media națională a Indiei de 59,5%: alfabetizarea bărbaților este de 79%, iar alfabetizarea femeilor de 63%.

## Galerie

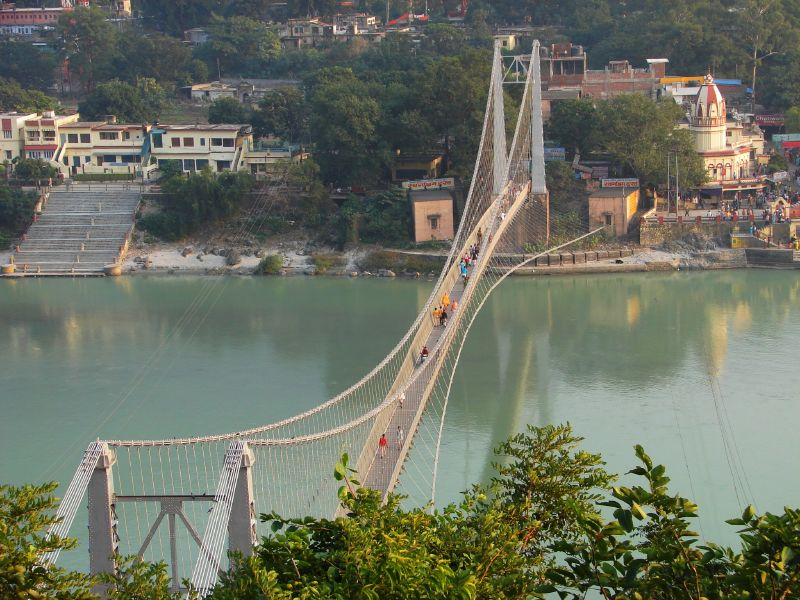
Podul Ram Jhula⁠(d) ce traversează fluviul Gange
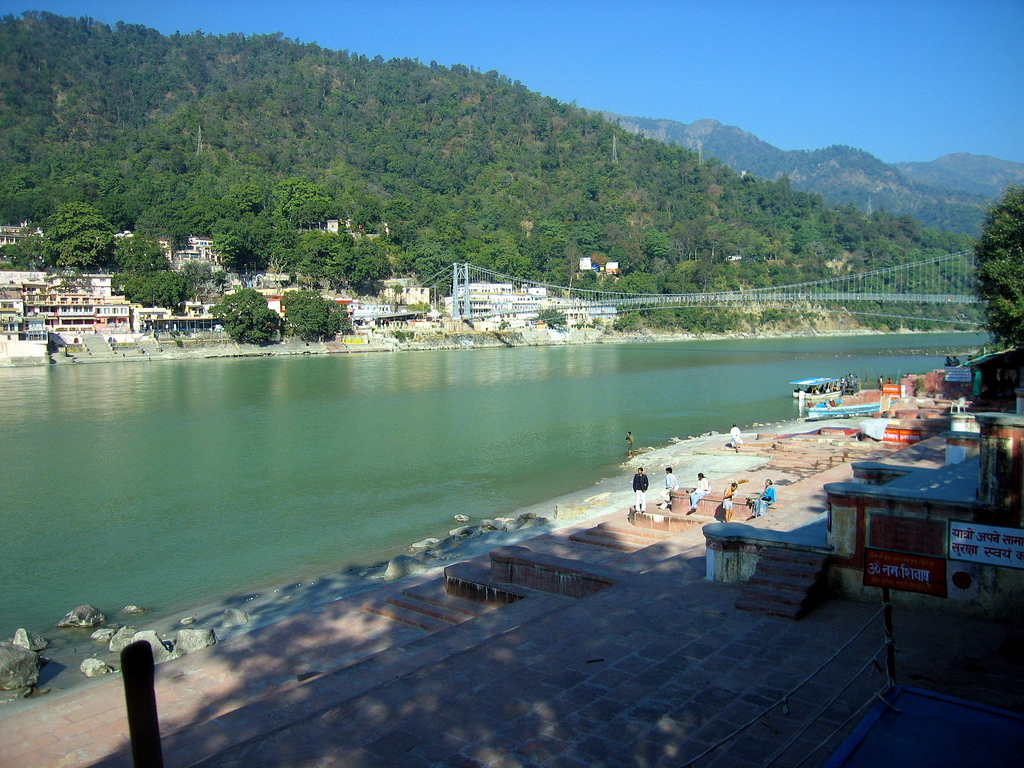
Terasa în trepte de pe malul Gangelui și podul Ram Jhula din Muni Ki Reti
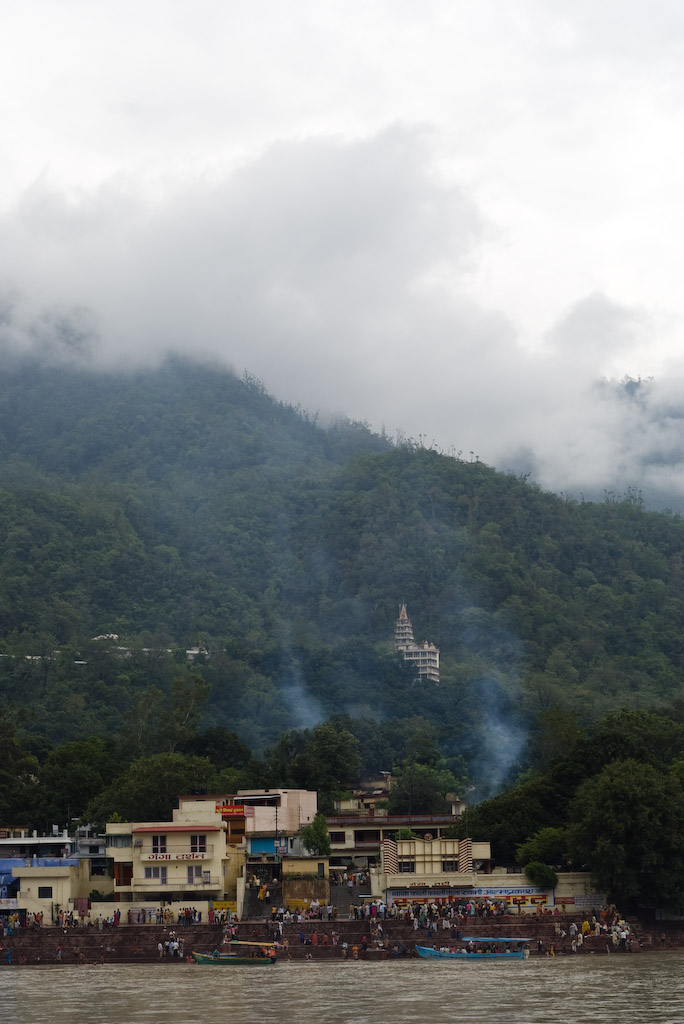
Terasa în trepte de pe malul Gangelui la Muni Ki Reti
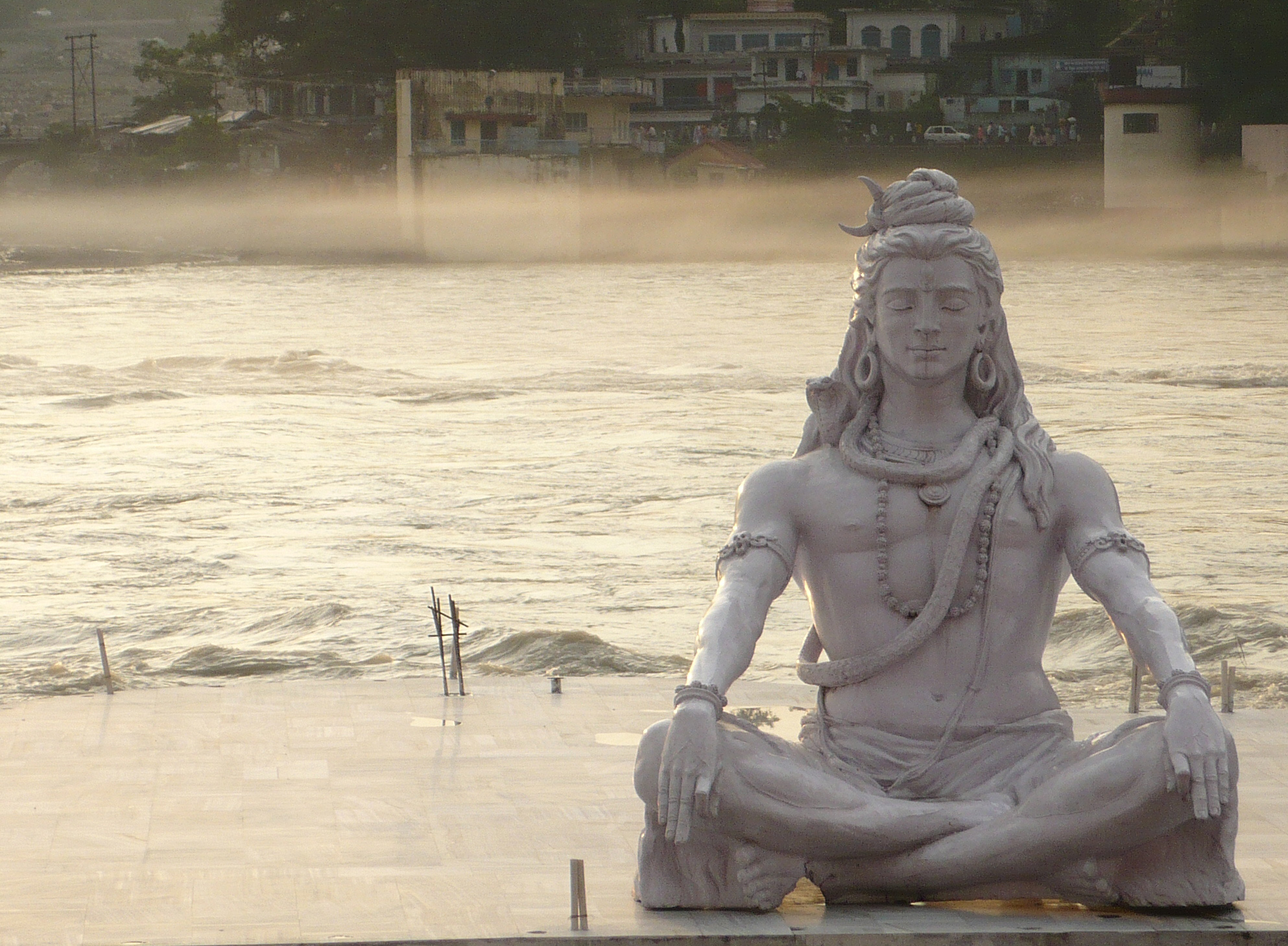
Statuia lui Shiva cu vedere către terasa în trepte, lângă ashramul Parmarth Niketan⁠(d)
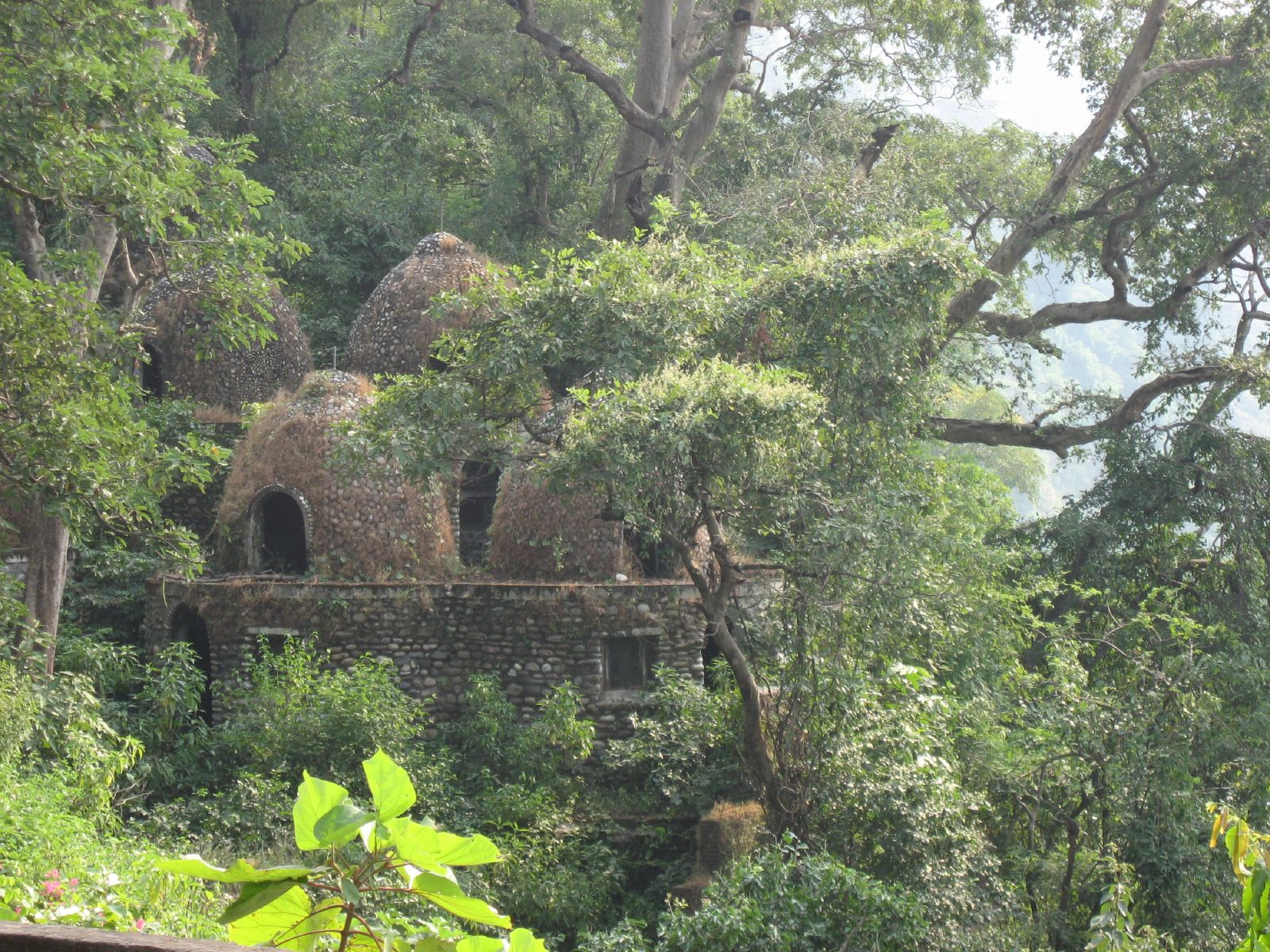
Colibe de meditație la vechiul ashram Maharishi Mahesh Yogi⁠(d), în prezent în ruine, din Muni Ki Reti
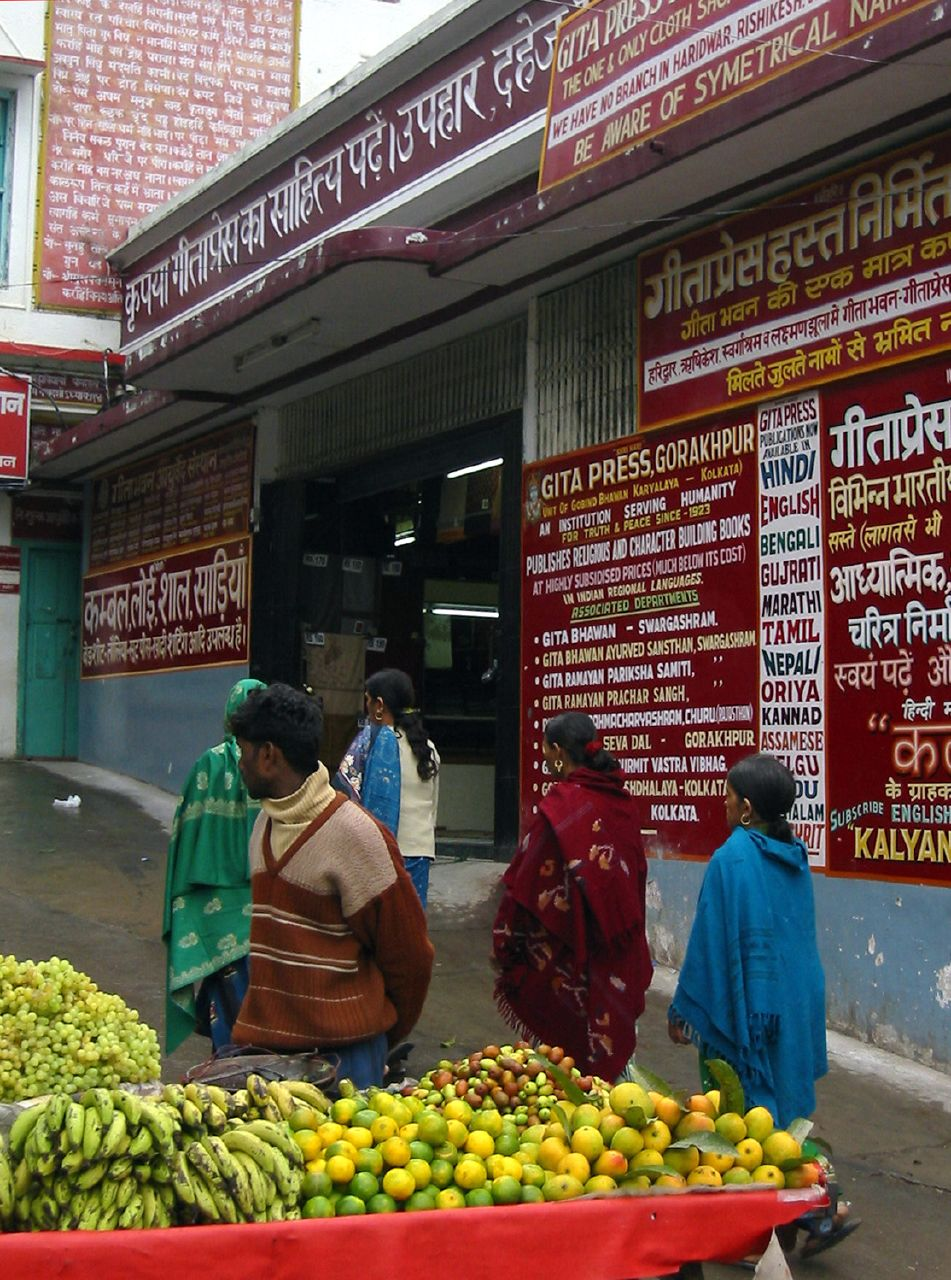
Editura Gita Press⁠(d) din Muni Ki Reti
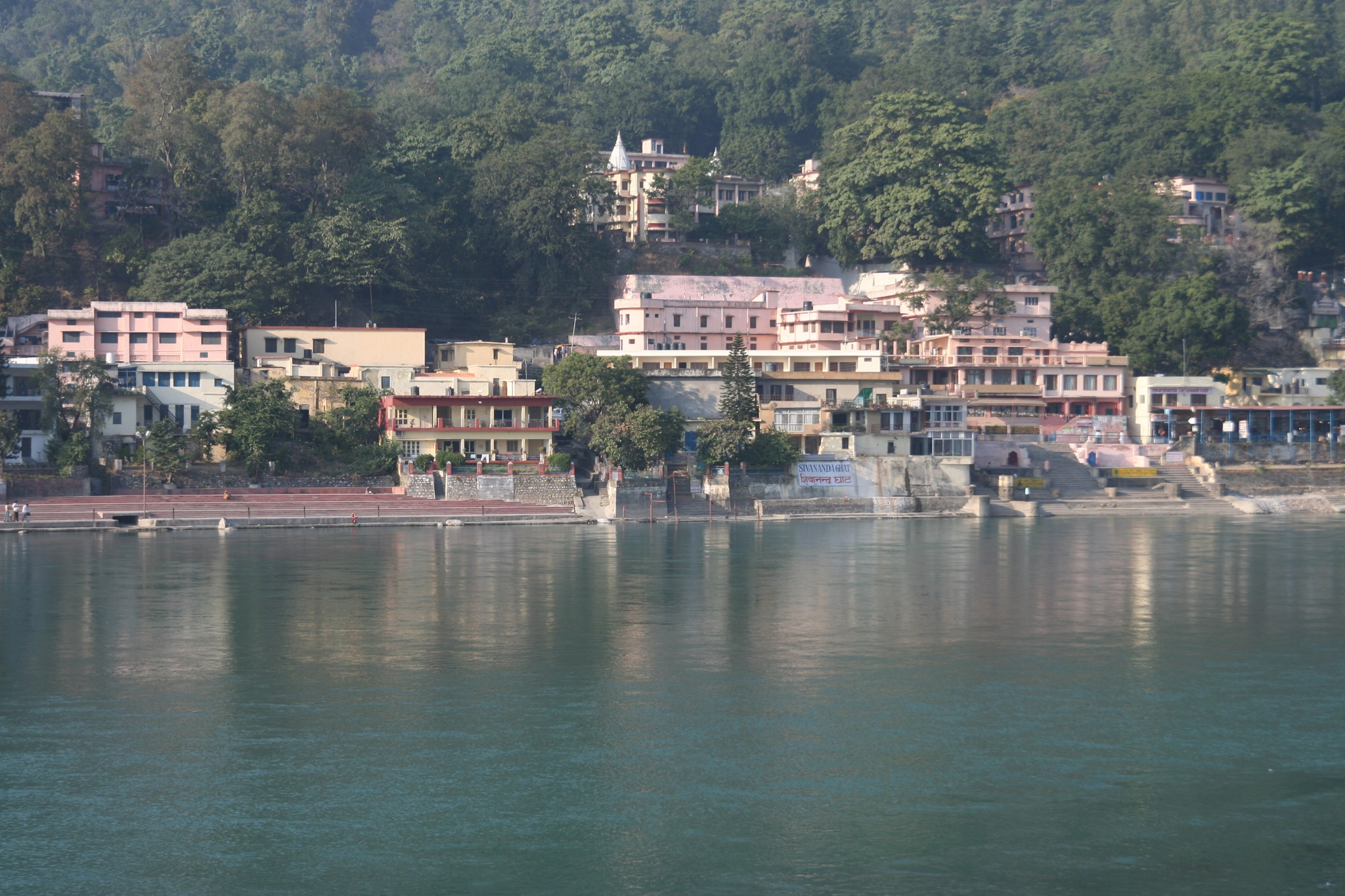
Ashramul lui Swami Sivananda (sus) și kutiar-ul său (dedesubt), situate pe malul Gangelui